# Dynamiek (muziek)
Muzikale dynamiek is de leer der sterkte- en spanningsverhoudingen. Dynamiek is een bouwsteen voor de componist om het wezen van de melodie te bepalen, door regulering van de toonsterkten. Wanneer een melodie eenmaal sterk en eenmaal zacht gespeeld wordt ervaren we een verschil in karakter. Bovendien kan de toonsterkte binnen een melodie veranderen, waarbij toenemende sterkte een toenemende spanning veroorzaakt, terwijl afnemende toonsterkte aflopende spanning geeft.

## Hoofdindeling
Er zijn in principe vier hoofdsoorten dynamiek;
- Stabiele dynamiek: schommelingen in sterkte ontbreken geheel (zoals een orgel- of klavecimbelpassage, zolang er geen andere registers worden gebruikt). Deze dynamiek komt voornamelijk voor in oude objectiverende muziek uit de Middeleeuwen en Renaissance.
- Terrassendynamiek, ook wel registerdynamiek genoemd. Deze soort dynamiek zien we veel in de Barok en vroege classicistische periode. In dit type dynamiek zijn verschillende sterktegraden naast of tegenover elkaar geplaatst zonder geleidelijke overgangen. Een speciaal geval is de echodynamiek, de herhaling van een frase in een zachtere dynamische sterkte.
- Labiele dynamiek, ook wel overgangsdynamiek genoemd, waarin verschillende sterktegraden geleidelijk in elkaar over kunnen gaan, van bijvoorbeeld zacht naar sterk of omgekeerd. Vooral toegepast vanaf de late classicistische periode tot en met heden.
- Seriële dynamiek, waarbij de dynamische sterktegraden volgens een serieel patroon zijn gerangschikt.

## Een alternatieve indeling
Aan dynamiek wordt tegenwoordig in de interpretatie van muziek vaak ook weer de letterlijk vertaalde betekenis teruggegeven van 'een mate van beweging'. Dit wil ook zeggen dat sterktegraden zowel letterlijk alsook figuurlijk kunnen worden geïnterpreteerd als diverse graden van 'spannendheid'. Zo kan iemand die fluistert toch zeer spannend zijn om te beluisteren, en iemand die schreeuwt slap overkomen. Ook kan men zich voorstellen dat men op afstand zachter klinkt dan dichter bij, hoewel men wellicht ver weg toch luider spreekt.
Vandaar dat ook soms deze indeling wordt aangehouden:
- spatiële dynamiek (ruimte-afstand)
- spanningsdynamiek (mate van spanning)
- absolute dynamiek (volume-'knop' dynamiek)
- relatieve dynamiek (verhoudingsdynamiek, contextafhankelijke dynamiek)
- psychologische dynamiek (de suggestie telt, niet de meetbare sterkte)[2]

## Notatie
In muzieknotatie is het gebruikelijk om het (relatieve) volume waarmee een toon, passage, of gedeelte van een muziekstuk tot klank dient te komen aan te geven met dynamiektekens.
Conventie is dat deze groep tekens geldig blijven totdat een nieuw teken zich in het stuk aandient.
| n   | niente               | volledig stil             |
| ppp | pianissimo possibile | zo zacht mogelijk         |
| pp  | pianissimo           | zeer zacht                |
| p   | piano                | zacht                     |
| mp  | mezzopiano           | gematigd zacht/halfzacht  |
| mf  | mezzoforte           | gematigd luid/halfluid    |
| f   | forte                | luid of sterk             |
| ff  | fortissimo           | zeer luid of sterk        |
| fff | fortissimo possibile | zo luid of sterk mogelijk |
In veel eigentijdse muziek worden nog extremere dynamische verschillen aangeduid met bijvoorbeeld pppppppp en ffffffff.
Een dergelijke uitbreiding van het aantal dynamische niveaus is enigszins dubieus, aangezien het verschil tussen ff en ffffffff altijd (veel) kleiner zal zijn dan dat tussen f en p. Zulke extreme tekens hebben meer een psychologische betekenis voor de uitvoerder dan dat zij ook werkelijk in akoestische zin realiseerbaar zijn.

## Overgangsdynamiek
Met overgangsdynamiek wordt geduid op het feit dat geleidelijke overgangen worden gemaakt tussen verschillende sterktegraden. De twee voornaamste aanduidingen hiertoe zijn:
- Crescendo: luider of sterker worden (van het Italiaanse crescendere, groeien)
- Decrescendo: zachter worden (van het Italiaanse decrescendere, afnemen)

Deze laatste aanduiding wordt ook soms vervangen door diminuendo of calando, hetgeen vaak kleine nuanceringen inhoudt, afhankelijk van de muzikale context.

De lijnen onder de bovenstaande melodie (ook wel 'hairpins' of 'vogelbekken' genoemd) zijn veel voorkomende tekens die ter vervanging van respectievelijk crescendo en decrescendo worden genoteerd.

Overgangsdynamiek, en vooral crescendo kan ook 'richting' geven aan een melodie of frase: de muziek 'ontwikkelt' zich naar een hoogtepunt of naar een markante plek in de compositie.

### Andere termen
Ook de volgende Italiaanse termen komen voor om overgangsdynamiek te induceren:
- Sempre più forte: steeds sterker wordend
- Sempre più piano: steeds zachter wordend
- Poco a poco più forte: geleidelijk (beetje bij beetje) steeds sterker worden
- Poco a poco più piano: geleidelijk steeds zachter worden
- Deficiendo: afnemend
- Espirando: wegstervend
- Estinguendo: uitdovend
- Mancando: afnemend
- Morendo: wegstervend
- Perdendo: toonkracht verliezend
- Perdendosi: zich verliezend
- Smorzando: wegstervend

## Bijzondere tekens

Notatie van sforzato.

Andere dynamische aanduidingen zijn:
- Sforzato (sfz) of sforzando (sf): deze aanduidingen worden door elkaar gebruikt. Er is een nuance: sforzato is letterlijk versterkt (een moment), en sforzando is letterlijk versterkend (eerder een proces dan een moment). De uitvoerder dient uit de context op te maken welke van deze twee nuances bedoeld wordt. Daarbij is een sforzato meest een plotseling accent aan het begin van een noot, en een sforzando een 'versterking van de gehele noot, of een klein groepje noten bij elkaar.
- Rinforzato of rinforzando (rf of rfz): geeft de versterking van een groep noten of akkoorden aan.
- Fortepiano (fp) of sforzatopiano (sfp): de noot sterk beginnen en (plotseling) zacht laten doorklinken. Dit kan ook op twee tonen vlak achtereen van toepassing zijn, waarbij de eerste (korte) noot forte en de tweede piano dient te worden gespeeld. In muziek van Robert Schumann komen veelvuldig fortepiano's voor.